# Midfaste
Midfaste, også kaldet Lætare eller Rosen-søndag, er den 4. søndag i fasten og en mærkedag i den katolske kristne kalender. Lætare kommer af det latinske ord for "glæde" eller "fryd dig" og tager sit navn fra den forbundne messe, der indledes med :

I+II: Glæd jer med Jerusalem,

fryd jer med hende,

alle I, der elsker hende;

tag del i hendes glæde,

alle I, der sørgede over hende.

Så skal I drikke og mættes

og finde ro ved hendes bryst, (Es 60,10-11)

I: Jeg blev glad, da de sagde til mig:

Lad os drage til Herrens hus! (Sl 122,1)

II: Ære være Faderen og Sønnen og Helligånden,

som i begyndelsen, så nu og altid, og i al evighed. Amen.

I+II: Glæd jer med Jerusalem,

fryd jer med hende,

alle I, der elsker hende;

tag del i hendes glæde,

alle I, der sørgede over hende.

Så skal I drikke og mættes

og finde ro ved hendes bryst, (Es 60,10-11)

## Dato
Midfasten falder præcis 21 dage før påskesøndag og er således afhængig af månens cyklus. Dagen kan falde mellem den 1. marts og 4. april.
I 2022 falder dagen på den 27. marts; året efter, 2023 d. 19. marts og i 2024 falder dagen på den 10. marts.

## Traditioner
Dagen er forbundet med blomster, og katolske præster kan vælge en rosafarvet messehagel.
Denne søndag ses som en afslapningsdag, hvor det er tilladt at slække lidt på kravene fra den lange fasteperiode. Bryllupper var tilladt på denne dag, hvor det ellers var forbudt under den katolske faste. Tjenestefolk fik fri til at besøge deres dåbskirke, og dagen er på engelsk derfor også kendt som "Mothering Sunday".
Dagen er også forbundet med 3. søndag i advent (midadvent), der også kaldes Rosen-Søndag eller Gaudate-Søndag, der faldt i en tid på året traditionelt forbundet med faste. Gaudate og Laetare deler også betydning.